# 萨沙·武贾西奇

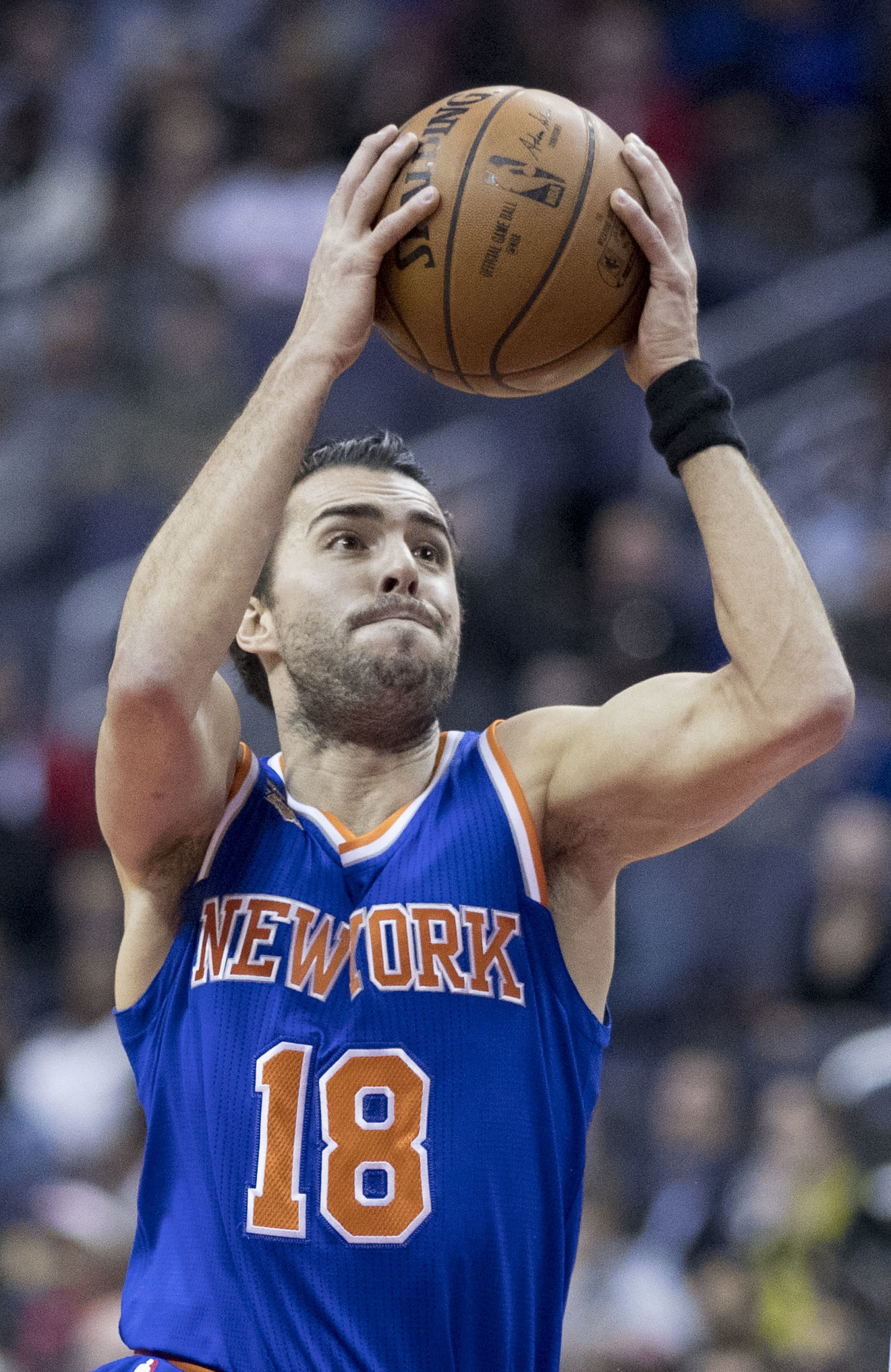
萨沙·武亞契奇

亚历山大·“萨沙”·武亞契奇（1984年3月8日—），斯洛文尼亚职业篮球运动员，身高2米01，场上位置得分後卫。
武亞契奇出生于一个篮球世家，16岁时开始职业生涯，效力于意大利联赛。在2004年NBA选秀中，他获得了洛杉磯湖人隊的青睐，于第一轮第27位被选中，此后效力於湖人隊，在2010年被交易至紐澤西籃網隊。2010年曾傳與著名女子網球選手莎拉波娃交往、訂婚，但女方於2012年公開宣布雙方分手。